# Enoploctenus
Enoploctenus es un género de arañas araneomorfas de la familia Ctenidae. Se encuentra en Sudamérica y las Antillas.

## Lista de especies
Según The World Spider Catalog 12.0:
- Enoploctenus cyclothorax (Bertkau, 1880)
- Enoploctenus distinctus (Caporiacco, 1947)
- Enoploctenus luteovittatus (Simon, 1897)
- Enoploctenus maculipes Strand, 1909
- Enoploctenus morbidus Mello-Leitão, 1939
- Enoploctenus pedatissimus Strand, 1909
- Enoploctenus penicilliger (Simon, 1897)